# 北僧尾農村歌舞伎舞台
北僧尾農村歌舞伎舞台（きたそうおのうそんかぶきぶたい）は、神戸市北区北僧尾にある、日本で現存するもっとも古い農村歌舞伎舞台。1970年に、兵庫県指定重要有形民俗文化財に指定された。

## 概要
北僧尾の鎮守である厳島神社境内の社殿の向かいに建つ。農村歌舞伎舞台は、江戸時代末期から明治時代にかけて日本の全国各地で建造されたが、この農村歌舞伎舞台は安政6年（1777年）の墨書が鏡柱に残ることから、現存する歌舞伎舞台の中では最も古いものとされている。かつてこの地区だけで15棟の農村歌舞伎舞台があった。

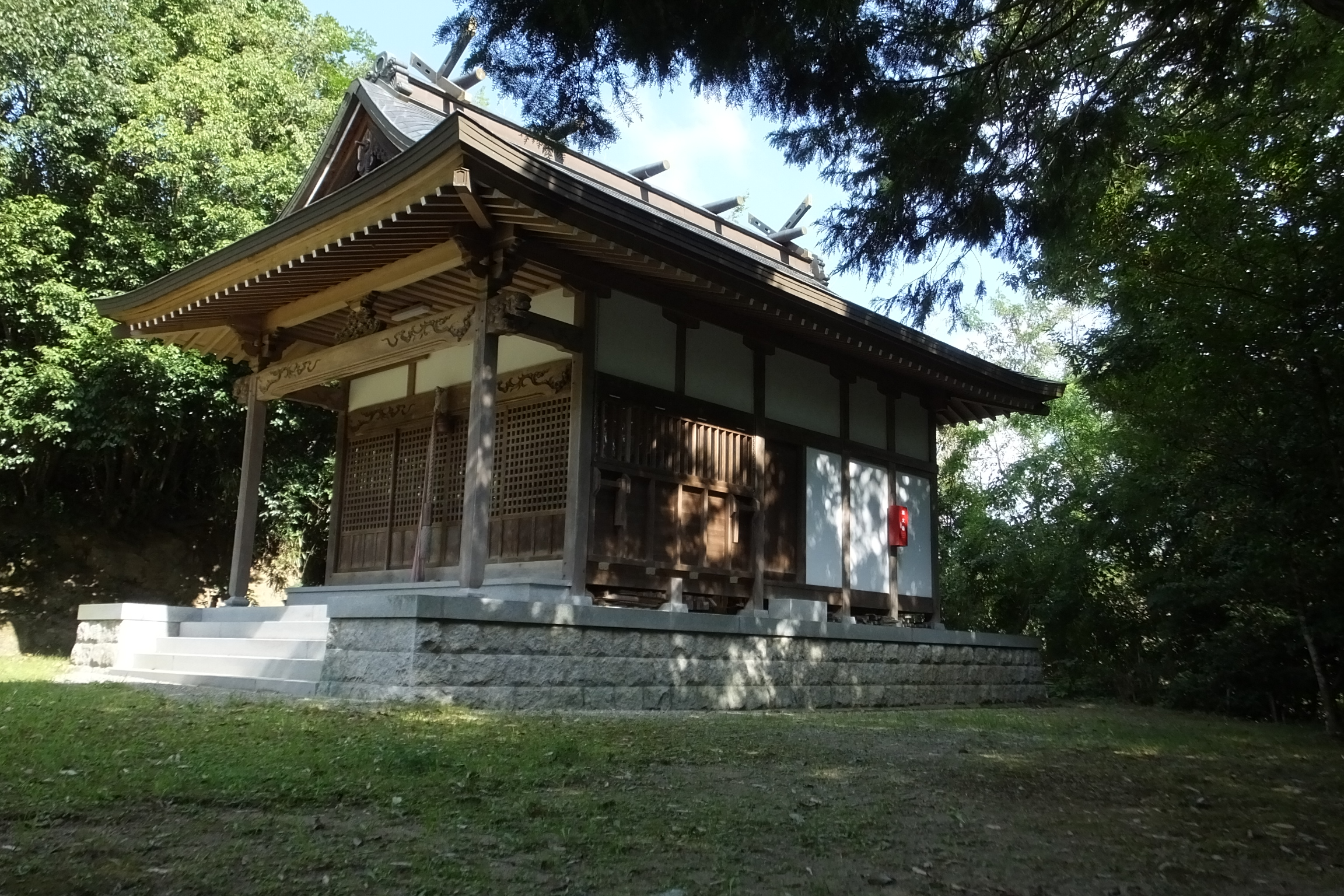
北僧尾農村歌舞伎舞台のある厳島神社

一般に歌舞伎舞台は神社境内に建てられることが多く、奉納芸能であり、主に農閑期に上演された。当初は田んぼなどに仮設の小屋をかけただけの素朴な形で上演されていたものが発達し、神社境内の長床などを舞台として上演されるようになった。神社にはこの長床という神事に使われる建物が併設されるのが常だが、北僧尾農村歌舞伎舞台では長床と舞台を併用する形式で建造されている。舞台正面右端には木組みのチョボ床といわれる突出部があり、義太夫と三味線の座となっており舞台用に造作されたもの。正面下部には「バッタリ」と呼ばれる横板があり、平素は雨戸として使用され、歌舞伎上演時には前方に倒すことで舞台を広く使えるように蝶番で結合されている。

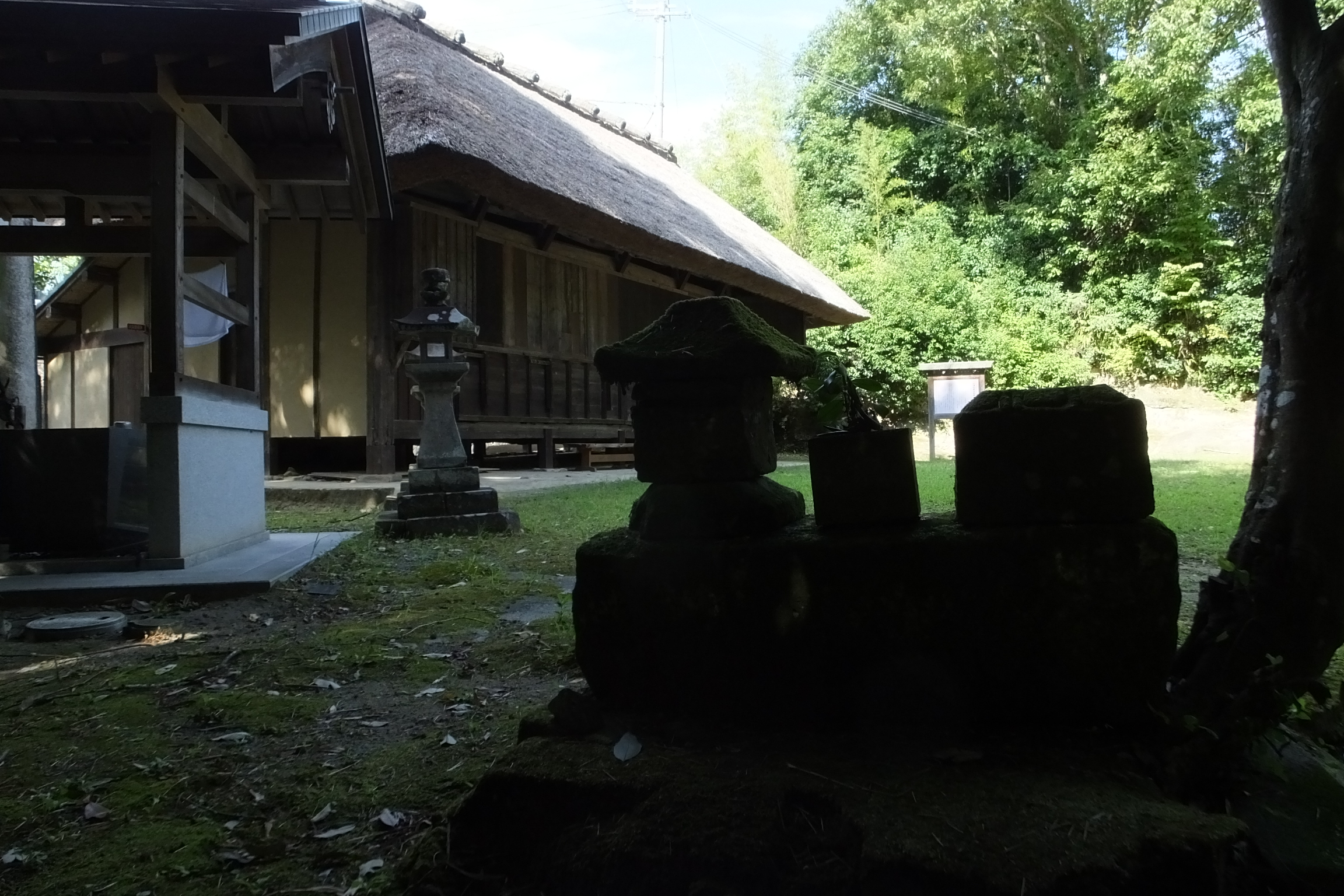
境内に並ぶ石塔と歌舞伎舞台

## 改修工事
- 1970年の兵庫県指定重要有形民俗文化財指定以降、3度にわたり改修が行われている[2]。
- 2014年2月より10月まで全面改修工事が行われた。建物全体がゆがんでいたものを修復するもので大掛かりな工事となった（平成の大改修）[2]。

## 交通アクセス
- 国道428号淡河本町交差点(道の駅淡河)より北へ約2.3キロ。
- 神姫バス三ノ宮バスターミナルから吉川庁舎前行きに乗車、北僧尾下車（平日のみ1日3本運行）

※駐車場なし。